# Zimne nóżki

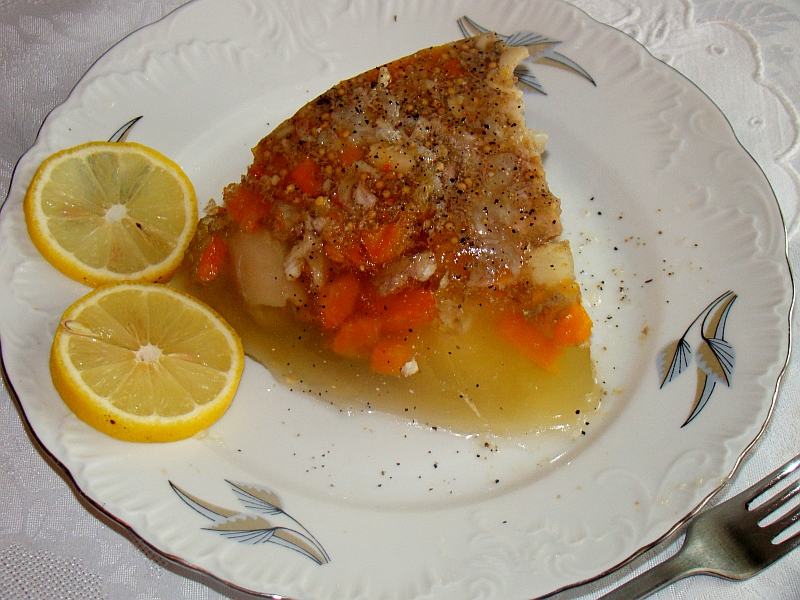
Porcja zimnych nóżek podana z plasterkami cytryny

Zimne nóżki, także: auszpik, reg. pozn. galart, reg. łódz. drygle, reg. kuj. zylc, reg. studzienina, pot. meduza – zimna przekąska, galareta mięsna przyrządzana z nóżek wieprzowych lub wołowych i warzyw, tradycyjnie podawana z octem lub sokiem z cytryny.
Zimne nóżki na polskiej Liście produktów tradycyjnych:
- 25 stycznia 2007 produkt o nazwie „Zylc – galareta z nóżek” został wpisany na listę w kategorii gotowe dania i potrawy w woj. pomorskim[3];
- 4 lipca 2008 produkt o nazwie „Studzienina z Górna” (wykorzystujący nogę świni oraz fragmenty golonki) został wpisany na listę w kategorii gotowe dania i potrawy w woj. podkarpackim[5];
- 5 października 2009 produkt o nazwie „Galart (zimne nóżki, studzienina)” został wpisany na listę w kategorii gotowe dania i potrawy w województwie wielkopolskim[1];
- 5 stycznia 2023 produkt o nazwie „Studzienina” (wykorzystujący nogę świni oraz golonkę) został wpisany na listę w kategorii gotowe dania i potrawy w województwie opolskim[7];

## Historia
Najstarsze doniesienia na temat podawania zimnych nóżek w Polsce datuje się na 1518 rok. Wówczas galaretę mięsną z sałatą podano na uczcie weselnej króla Zygmunta I Starego i Bony Sforzy. Początkowo do jej przyrządzania zamiast wieprzowiny stosowano gotowane w esencjonalnym wywarze pulardy, kapłony lub ryby. Następnie ugotowaną, sklarowaną i doprawioną potrawę farbowano płóciennymi płatkami. Taki sposób podawania galarety mięsnej przedstawił Stanisław Czarnecki w Compendium ferculorum z 1682 roku. „Nogi wołowe na zimno z galaretą” wspomina także pamiętnikarz Jędrzej Kitowicz w „Opisie obyczajów za panowania Augusta III” z lat 1840–1841. W XX wieku, przed II wojną światową, mięsne galarety zostały spopularyzowane w wyszynkach i barach, jako przekąski służące zagryzaniu wódki. Sprzedawano je jako m.in.: „seta i galareta” (100 ml wódki i zimne nóżki) lub „lorneta z meduzą” (2 × 50 ml wódki i zimne nóżki).
Ponadto współcześnie zimne nóżki zazwyczaj podaje się przy różnych okazjach, m.in. podczas imienin, Świąt Bożego Narodzenia, Wielkanocy i w trakcie uroczystych kolacji.

## Nazewnictwo
Zimne nóżki mają zróżnicowane nazewnictwo, w zależności od występowania w danym regionie Polski. W Wielkopolsce bywają nazywane jako galart, auszpik i studzienina na Kujawach i Pomorzu znane są pod nazwą zylc, we wschodniej części Polski, na terenie dawnej Galicji – studzienina, na dawnej Wileńszczyźnie – kwaszenina, zaś w okolicach Łodzi są znane jako drygle. W mowie potocznej nazywane także meduzą.
Nazwa galart w gwarze poznańskiej wywodzi się z języka niemieckiego – das Gallert, die Gallerte oznacza galaretę lub żelatynę.